# Flavona (compuesto químico)
Flavona es el compuesto químico 2-fenil-1-benzopiran-4-ona. Esta es la molécula base de las flavonas, un subgrupo de los flavonoides. Está presente en productos alimenticios como son la uva o la miel, aportando propiedades tanto organolépticas como saludables a la hora de consumirlo.